# Alfred Schemmel (SS-Mitglied)
Alfred Schemmel (* 29. Juli 1905 in Hermannstadt, Königreich Ungarn, Österreich-Ungarn; † April 1987 in Bamberg) war ein deutscher SS-Hauptsturmführer, Chef der 7. SS-Wachkompanie im KZ Auschwitz-Birkenau sowie evangelischer Religionslehrer und Pfarrer.

## Leben
Alfred Schemmel wurde als drittes Kind einer deutschen Familie in Siebenbürgen geboren. Nach dem Abitur studierte er für zwei Jahre an Hochschule für Lehrerbildung in seiner Heimatstadt Hermannstadt. 1925 war er dort als Lehrer an einer Knabenschule beschäftigt. In den beiden darauffolgenden Jahren absolvierte er seinen Militärdienst in der rumänischen Armee; sein letzter Rang war Leutnant der Reserve. Von 1927 bis zu seiner Umsiedelung 1940 ins Deutsche Reich war Schemmel als evangelischer Religionslehrer in Czernowitz angestellt.
Am 6. Juli 1933 heiratete Schemmel in Czernowitz Hertha Paula Mayer. Die Ehe blieb kinderlos. Nach dem Zweiten Weltkrieg hatte Schemmel jedoch einen außerehelichen Sohn mit einer Hausangestellten in Bamberg.
1940 emigrierte das Ehepaar samt Schwiegereltern nach Schlesien. Alfred Schemmel, der als Reservist in der rumänischen Armee zum Hauptmann der Reserve aufstieg, trat zum 26. Oktober 1941 der Waffen-SS bei (SS-Nummer 430.416). Zum 17. Juli 1942 wurde er zum SS-Untersturmführer befördert. Wenig später wurde sein letzter Rang in der rumänischen Armee bestätigt; er wurde in einer Rangangleichung zum 30. Januar 1943 zum SS-Hauptsturmführer befördert und übernahm das Kommando über die 7. SS-Wachkompanie im KZ Auschwitz-Birkenau. Hier war er Chef eines Teils des Wachpersonals. In dieser Funktion verblieb Alfred Schemmel von Juli 1942 bis August 1944. 1943 wurde er aufgrund eines Dienstvergehens zum SS-Obersturmführer degradiert. Er erhielt jedoch am 30. Januar 1944 das Kriegsverdienstkreuz II. Klasse mit Schwertern; nach Ansicht von Ernst Klee liegt damit die Vermutung nahe, Schemmel sei an Tötungen beteiligt gewesen. Franz Johann Hofmann, ehemals Schutzhaftlagerführer im Stammlager des KZ Auschwitz, berichtete im Zuge des ersten Frankfurter Auschwitzprozesses über die Gaskammern im Lager: „Ich habe damals nicht gesehen, wie die Gaskammer nach der Vergasung wieder geöffnet und die Gaskammer geräumt wurde. Dies habe ich mir im Führerheim und in der Unterkunft von SS-Offizieren erzählen lassen. Ich erinnere mich in diesem Zusammenhang an Hauptsturmführer Schemmel.“
Im Sommer 1944 wurde Schemmel aus Auschwitz abkommandiert und zunächst zum SS-Panzergrenadier-Ersatz-Bataillon 18 versetzt. Ab September diente Alfred Schemmel in der 27. SS-Freiwilligen-Grenadier-Division „Langemarck“, die ursprünglich aus flämischen Freiwilligen und deutschem Rahmenpersonal bestand. Nach den schweren Verlusten der Division 1944 wurde diese mit „Volksdeutschen“, wie Schemmel einer war, aufgefüllt. In dieser Division verblieb Alfred Schemmel bis zum Kriegsende.
Nach dem Krieg ließ sich das Ehepaar Schemmel in Bamberg nieder. Hier konnte Alfred Schemmel – mit einem gefälschten bzw. geschönten Lebenslauf – eine Stelle als evangelischer Pfarrer und Religionslehrer antreten. Er gehörte außerdem zu den Mitbegründern des Evangelischen Vereins in Bamberg; die oberfränkische Kleinstadt ist bis heute mehrheitlich katholisch geprägt.
Er starb im Alter von 81 Jahren – unbehelligt – in Bamberg und ist auf dem Bamberger Hauptfriedhof neben seiner Frau Hertha (1911–2010) bestattet. Bereits 1963 wurde durch die Staatsanschaft in Frankfurt am Main gegen Schemmel „wegen des Verdachts der Beteiligung an Tötungsverbrechen im Bereich des Konzentrationslagers Auschwitz“ ein Ermittlungsverfahren eingeleitet, jedoch wegen unbekanntem Aufenthalt wieder eingestellt. Ein Jahr nach seinem Tod geriet Schemmel wieder in den Fokus der Zentralen Stelle der Landesjustizverwaltungen zur Aufklärung nationalsozialistischer Verbrechen in Ludwigsburg; allerdings konnte hier nur noch festgestellt werden, dass er bereits verstorben war.
Seine SS-Vergangenheit war mindestens seit 2013 bekannt und wurde 2017 durch Veröffentlichungen der Bamberger Lokaljournalistin Marion Krüger-Hundrup verbreitet. Mittlerweile arbeitet die Evangelisch-Lutherische Kirche in Bayern den Fall auf.